# Bendict Telovae
Bendict Telovae (ur. 23 grudnia 1983) – salomoński bokser, dwukrotny srebrny medalista igrzysk Południowego Pacyfiku oraz trzykrotny brązowy medalista mistrzostw Oceanii.

## Kariera amatorska
W 2003 roku został srebrnym medalistą igrzysk Południowego Pacyfiku, które rozgrywane były w fidżyjskim mieście Suva. W finale kategorii papierowej przegrał na punkty (19:32) z Jackiem Williem. Sukces powtórzył cztery lata później, ponownie zdobywając srebrny medal na tych samych igrzyskach, ale w kategorii muszej. Trzykrotnie zdobywał brązowe medale na mistrzostwach Oceanii w roku 2005, 2007 oraz w 2010. Dwukrotnie reprezentował Wyspy Salomona na igrzyskach Wspólnoty Narodów w Melbourne oraz w Nowe Delhi. Oba udziały zakończył na pierwszej rundzie, przegrywając w 2006 z Martinem Mubiru, a cztery lata później z Nickiem Okothem.